# Eusebio Pedroza
Eusebio Pedroza (Panama, 2 marzo 1953 – Panama, 1º marzo 2019) è stato un pugile panamense, Campione del Mondo WBA dei pesi piuma dal 1978 al 1985, con lo status di Campione lineare.

## La carriera
Ha esordito come pugile professionista nei pesi gallo il 1° dicembre 1973, battendo per KO al quarto round Julio Garcia. Ha combattuto i primi 15 incontri a Panama, perdendo solo contro Alfonso Pérez per KO al terzo round. Tra i suoi avversari Jacinto Fuentes, che in seguito avrebbe pareggiato e perso contro il re dei supergallo Wilfredo Gómez.
Al sedicesimo match, nel marzo 1976, Pedroza fu designato per sfidare il campione del mondo WBA dei pesi gallo Alfonso Zamora a Mexicali, in Messico, e subì la seconda sconfitta venendo messo KO al secondo round. Subì un'altra sconfitta prima del limite contro il venezuelano Oscar Arnal per poi restare imbattuto nei successivi nove anni. Il 18 aprile 1978 sfidò il campione mondiale WBA dei pesi piuma, lo spagnolo Cecilio Lastra, e lo batté sul ring casalingo per KO al 13° round strappandogli la cintura mondiale.
Nei sette anni successivi, Pedroza ha difeso il titolo contro 18 diversi contendenti, più di qualsiasi altro pugile nella storia della categoria. Tra costoro l'ex campione del mondo Royal Kobayashi, messo KO al 14° round sul ring giapponese, Rubén Olivares già tre volte campione del mondo e membro della Hall of Fame, il futuro campione del mondo dei pesi leggeri jr. Rocky Lockridge e l'ex campione del mondo WBA dei pesi gallo Jorge Lujan. Il 24 gennaio 1982 battendo il campione del mondo WBC Juan LaPorte, Pedroza ha acquisito lo status di campione lineare dei pesi piuma. Ha perso il titolo l'8 giugno 1985 a Londra, dall'irlandese Barry McGuigan ai punti in 15 riprese.

## Ritiro, morte e riconoscimenti
Pedroza si è ritirato nel 1992 con un record di 42 vittorie, di cui 25 prima del limite, 6 sconfitte, un pari e un no contest. È morto il giorno prima del compimento del suo 63º compleanno. La International Boxing Hall of Fame lo ha riconosciuto fra i più grandi pugili di ogni tempo.